# Куновиці (Угерске Градіште)
Куновиці (чеськ. Kunovice) — місто в Чехії в Злінському краї, окрузі Угерске Градіште. Розташоване на південному сході країни в історичній Моравській Словаччині.
Розташоване в 3 км на південь від Угерске Градіште на річці Ольшаві.
Разом з містами Угерске Градіште та Старе Место, складає міську агломерацію з населенням понад 38 000 мешканців.
Населення Куновиць на 2023 рік — 5 638 осіб.
Перша письмова згадка зустрічається у 1196 році. У селі була стара фортеця, пізніше великий млин, на місці якого тепер знаходиться початкова школа. У 1954—1960 та 1972—1990 Куновиці входили до складу старої частини сусіднього міста Угерске Градіште. З 1997 офіційно став окремим містом.
У місті Куновиці знаходиться штаб-квартира авіабудівної компанії Aircraft Industries, що є дочірньою структурою чеського аерокосмічного холдингу Omnipol. Найбільш відомою продукцією цього авіавиробника є літак L-410 Turbolet, за весь час виробництва якого було випущено понад 1200 машин.

## Визначні пам'ятки

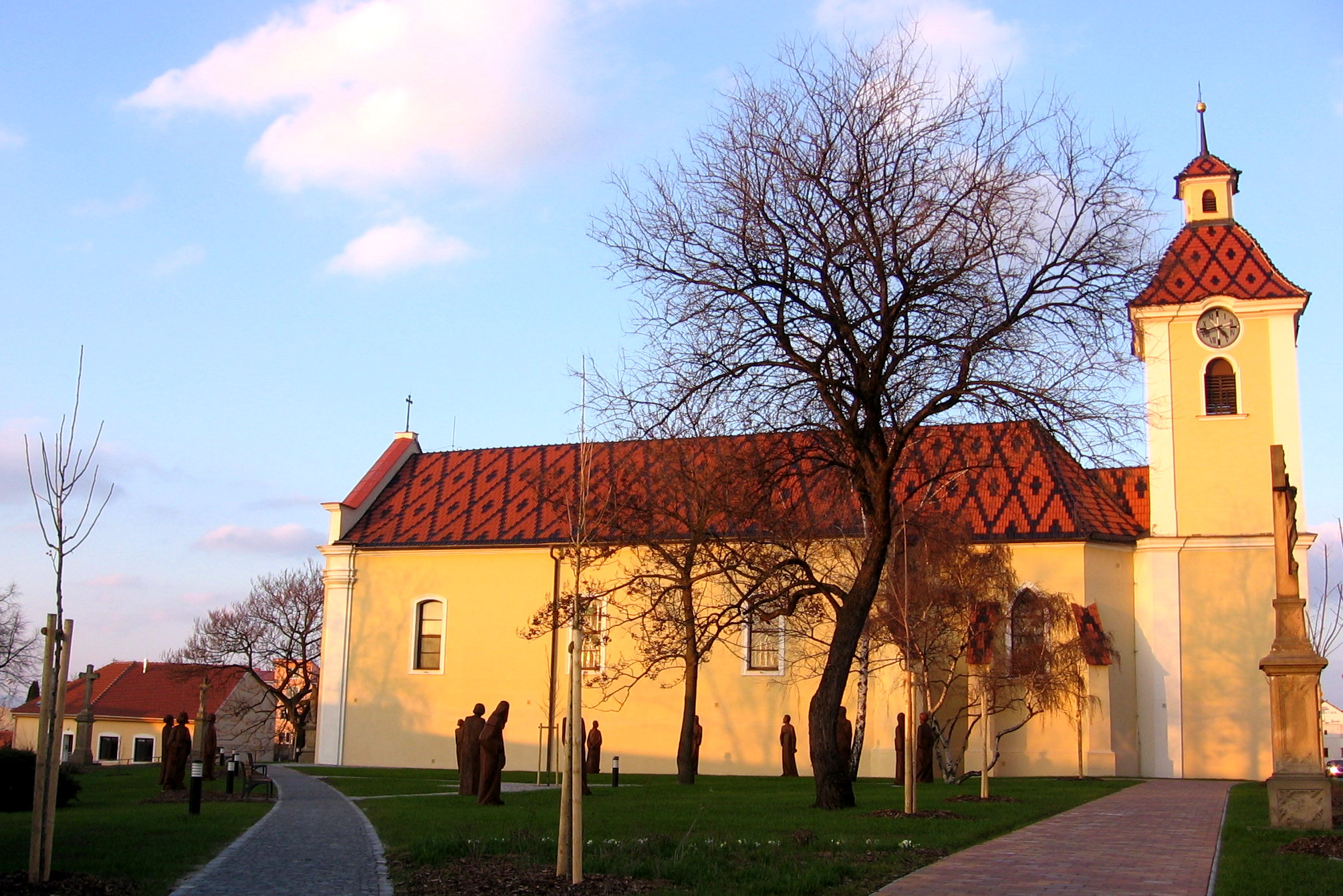
Костел святих Петра та Павла

- Костел святих Петра та Павла
- Каплиця Діви Марії
- Пам'ятник Червоній Армії
- Авіамузей «Куновиці»

## Населення
| Рік  | Чисельність | Чисельність |
| ---- | ----------- | ----------- |
| 1869 | 3364        | [ 7 ]       |
| 1880 | 3539        | [ 7 ]       |
| 1890 | 3776        | [ 7 ]       |
| 1900 | 4075        | [ 7 ]       |
| 1910 | 4452        | [ 7 ]       |
| 1921 | 4698        | [ 7 ]       |
| 1930 | 4520        | [ 7 ]       |

| Рік  | Чисельність | Чисельність |
| ---- | ----------- | ----------- |
| 1950 | 4800        | [ 7 ]       |
| 1961 | 5333        | [ 7 ]       |
| 1970 | 5368        | [ 7 ]       |
| 1980 | 5558        | [ 7 ]       |
| 1991 | 5195        | [ 7 ]       |
| 2001 | 5152        | [ 7 ]       |
| 2011 | 5496        | [ 7 ]       |

| Рік  | Чисельність | Чисельність |
| ---- | ----------- | ----------- |
| 2014 | 5529        | [ 8 ]       |
| 2016 | 5559        | [ 9 ]       |
| 2017 | 5597        | [ 10 ]      |
| 2018 | 5646        | [ 11 ]      |
| 2019 | 5606        | [ 12 ]      |
| 2020 | 5579        | [ 13 ]      |
| 2021 | 5516        | [ 14 ]      |

| Рік  | Чисельність | Чисельність |
| ---- | ----------- | ----------- |
| 2021 | 5337        | [ 15 ]      |
| 2022 | 5452        | [ 16 ]      |
| 2023 | 5638        | [ 17 ]      |
| 2024 | 5650        | [ 18 ]      |
| 2025 | 5570        | [ 4 ]       |

| Рік  | Чисельність | Чисельність |
| ---- | ----------- | ----------- |
| 1869 | 3364        | [ 7 ]       |
| 1880 | 3539        | [ 7 ]       |
| 1890 | 3776        | [ 7 ]       |
| 1900 | 4075        | [ 7 ]       |
| 1910 | 4452        | [ 7 ]       |
| 1921 | 4698        | [ 7 ]       |
| 1930 | 4520        | [ 7 ]       |

| Рік  | Чисельність | Чисельність |
| ---- | ----------- | ----------- |
| 1950 | 4800        | [ 7 ]       |
| 1961 | 5333        | [ 7 ]       |
| 1970 | 5368        | [ 7 ]       |
| 1980 | 5558        | [ 7 ]       |
| 1991 | 5195        | [ 7 ]       |
| 2001 | 5152        | [ 7 ]       |
| 2011 | 5496        | [ 7 ]       |

| Рік  | Чисельність | Чисельність |
| ---- | ----------- | ----------- |
| 2014 | 5529        | [ 8 ]       |
| 2016 | 5559        | [ 9 ]       |
| 2017 | 5597        | [ 10 ]      |
| 2018 | 5646        | [ 11 ]      |
| 2019 | 5606        | [ 12 ]      |
| 2020 | 5579        | [ 13 ]      |
| 2021 | 5516        | [ 14 ]      |

| Рік  | Чисельність | Чисельність |
| ---- | ----------- | ----------- |
| 2021 | 5337        | [ 15 ]      |
| 2022 | 5452        | [ 16 ]      |
| 2023 | 5638        | [ 17 ]      |
| 2024 | 5650        | [ 18 ]      |
| 2025 | 5570        | [ 4 ]       |